# Hipstamatic

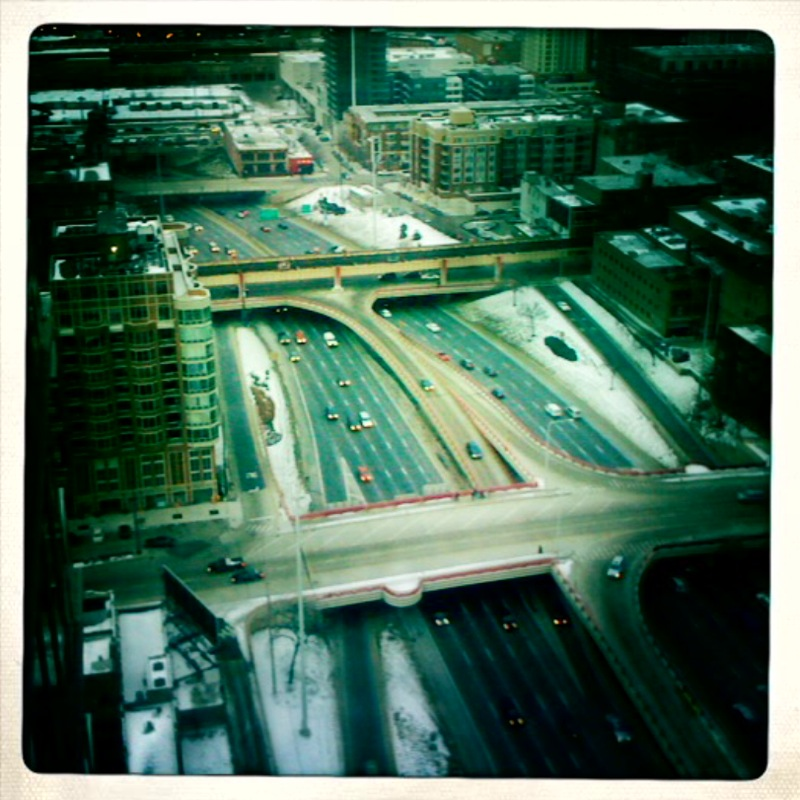
Una foto tomada con Hipstamatic, ilustra la textura de la aplicación, viñeta y efectos de aberración cromática.

Hipstamatic Es una aplicación de fotografía digital para el iPhone de Apple y el Teléfono de Windows vendida por Synthetic Corporation. La versión original de Hipstamatic utiliza la cámara del teléfono para tomar fotografías cuadradas, a las cuales les aplica un número de filtros de software para producir imágenes como si hubieran sido tomadas con un cámara de película antigua. El usuario puede escoger entre un número de efectos que le presenta la aplicación, la cual simula lentes, películas y flashes. Muchos de estos están incluido con la aplicación, mientras que otros pueden ser adquiridos a través de la opción de compra in-app. Para enero de 2012, la aplicación se había vendido cuatro millones de veces.

## Historia
Según Synthetic, la cámara Hipstamatic 100 fue  desarrollada a principios de la década de 1980 por Bruce y Winston Dorbowski, pero fue un fracaso comercial, vendiendo menos de 200 unidades. El estilo de la aplicación está basado en el estilo de una cámara analógica de plástico barata. Se asume que esta historia es un anuncio viral.
Hipstamatic es parte de una tendencia retro en fotografía, la cual ha visto un aumento en la popularidad de cámaras analógicas baratas y técnicamente obsoletas (como Lomography y cámaras instantáneas Polaroid), así como filtros de software y software de teléfono inteligente que emulan tales cámaras. Otras aplicaciones de fotografía similares incluyen CameraBag e Instagram. Como Hipstamatic, a menudo incluyen características de servicio de redes sociales. Algunos teléfonos incluyen filtros similares.

## Recepción

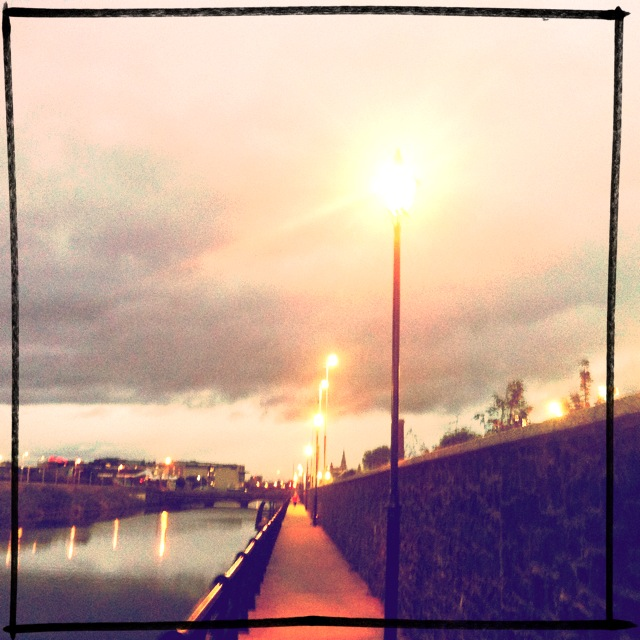
Ringsend, Dublín fotografiada con la aplicación Hipstamatic

La aplicación se había vendido 4 millones de veces hasta enero de 2012. Recibió publicidad adicional en 2010 cuando  Damon Winter, fotógrafo de New York Times, utilizó Hipstamatic para ilustrar una noticia de primera página sobre la Guerra de Afganistán. Las imágenes de Winter obtuvieron reconocimiento por haber recibido el tercer lugar en la competencia de periodismo fotográfico los Fotografías del Año Internacional. En 2013, P&TLuxembourg emitió una serie de sellos postales que incluían fotografías tomadas con Hipstamatic por François Besch.